# 山田広二
山田 広二（やまだ こうじ、1972年11月20日 - ）は、愛知県大府市出身の元プロ野球選手（内野手）。

## 来歴・人物
大府市立大府中学校から弥富高校を経て、社会人野球のトヨタ自動車に入団した。中学時代は三塁手だったが、入学後に当時の野球部監督から強肩を見込まれ、投手に転向した。その後、高校3年生だった1990年春の愛知大会では身長186 cmの体格から最高球速140 km/hの速球を投げる好投手として、チームを準々決勝にまで導いた。しかし6月末の練習中、捕手の二塁への送球を右のこめかみに当てて8日間入院し、投げ込みができなかったことが響き、チームは同年夏の愛知大会では西尾高校に4回戦で敗退した。その後、社会人になって内野手に転向した。
1994年11月18日に開催されたプロ野球ドラフト会議で中日ドラゴンズから3位指名を受け、同年12月2日に契約金6000万円、年俸840万円で入団に合意した。大柄な体格と、粗削りながら長打力を秘めた打撃を買われての入団であり、中日は紀田彰一の交渉権獲得に失敗した場合の外れ1位候補としても検討していたが、最終的には本人が中日以外の球団に入団する意思はないと見て、当初の予定通り3位で指名した。本人は入団当初、それぞれチームの主力打者であった大豊泰昭と立浪和義を足して2で割ったような選手になりたいと語っていた。
内野ならどこでも守れる器用さを持ち、強肩を活かして外野を守った事もある。
1996年にはチームに山田姓の選手が4人も在籍していた（他には山田和利、山田喜久夫、ドラフト同期の山田洋）。その直前にイチローが大活躍し、変わった登録名が流行っていたこともあり登録名を「広二山田」に変更するが、1年で元に戻している。和利はこの年限りで引退、同時に喜久夫（キク山田）と洋（ヒロ山田）もそれぞれ本名に戻した。
二軍では結果を残すものの、プロ1年目の1995年に串間春季キャンプで右手首を骨折。さらに1997年にも左手首を骨折し、入団4年目の1998年は一軍昇格なしに終わり、同年オフに自由契約となった。その後はナゴヤ球場のグラウンド整備係をしながら復帰を目指し、2000年1月19日に選手として年俸750万円で再契約を結んだ。しかし同年限りで再び戦力外通告を受け、同年限りで現役を引退した。

## 詳細情報

### 年度別打撃成績
| 年 度     | 球 団     | 試 合 | 打 席 | 打 数 | 得 点 | 安 打 | 二 塁 打 | 三 塁 打 | 本 塁 打 | 塁 打 | 打 点 | 盗 塁 | 盗 塁 死 | 犠 打 | 犠 飛 | 四 球 | 敬 遠 | 死 球 | 三 振 | 併 殺 打 | 打 率 | 出 塁 率 | 長 打 率 | O P S |
| --------- | --------- | ----- | ----- | ----- | ----- | ----- | -------- | -------- | -------- | ----- | ----- | ----- | -------- | ----- | ----- | ----- | ----- | ----- | ----- | -------- | ----- | -------- | -------- | ----- |
| 1997      | 中日      | 19    | 39    | 39    | 2     | 6     | 2        | 0        | 1        | 11    | 8     | 1     | 0        | 0     | 0     | 0     | 0     | 0     | 10    | 0        | .154  | .154     | .282     | .436  |
| 通算：1年 | 通算：1年 | 19    | 39    | 39    | 2     | 6     | 2        | 0        | 1        | 11    | 8     | 1     | 0        | 0     | 0     | 0     | 0     | 0     | 10    | 0        | .154  | .154     | .282     | .436  |

### 記録
- 初出場：1997年9月7日、対読売ジャイアンツ23回戦（ナゴヤドーム）、9回表に右翼手として出場
- 初先発出場：1997年9月20日、対阪神タイガース26回戦（ナゴヤドーム）、8番・右翼手として先発出場
- 初安打・初打点：同上、2回裏に川尻哲郎から
- 初盗塁：同上、2回裏に二盗（投手：川尻哲郎、捕手：山田勝彦）
- 初本塁打：1997年9月24日、対横浜ベイスターズ23回戦（横浜スタジアム）、8回表に川村丈夫から先制決勝2ラン

### 背番号
- 56 （1995年）
- 52 （1996年 - 1998年）
- 96 （2000年）

### 登録名
- 山田 広二（やまだ こうじ、1995年、1997年 - 1998年、2000年）
- 広二山田（こうじやまだ、1996年）